# Ali Khalif Galaid
Ali Khalif Galaid (som. Cali Khaliif Galayr, arab. علي خليف غل, ur. 15 października 1941 w Laas Caanood, Somali Brytyjskie, obecnie Somaliland, zm. 8 października 2020 w Dżidżidze, Etiopia) – somalijski polityk, premier Somalii w latach 2000–2001, kandydat w wyborach prezydenckich w 2009.